# Сабахаттін Алі
Сабахатті́н Алі́ (*25 лютого 1907, Айвалик — †1948) — турецький письменник.

## Біографія
Сабахаттін Алі народився 25 лютого 1907 р. в м. Айвалику, Османська імперія. Виріс у небагатій родині кадрового офіцера, який переїжджав з одного гарнізона до іншого, тому хлопчик часто змінював місце проживання. Батько рано помер. Сабахаттін отримав гарну освіту, закінчив педагогічне училище в Стамбулі та став вчителем в місті Йозгат. З 1928 по 1930 рр. вчився на філологічному факультеті Берлінського університету, але пізніше був змушений залишити Німеччину через скандал, викликаний сваркою з німецьким студентом-нацистом, який образливо відізвався про турецький народ. Проте два роки, проведені в столиці Німеччини, значно поповнили його знання та познайомили його з європейською літературою, в тому числі з російською. Повернувшись на батьківщину, він знову вчив дітей у школах Айдина, Кон'ї та Анкари.
Перша спроба пера Сабахаттіна Алі припадає на 1927 р., коли він починає писати вірші та прозу. Почав друкуватися у 1930 р. Усі його оповідання та романи так чи інакше порушують гострі соціальні проблеми, притаманні Туреччині у 1930-1940-ві рр. Герої його оповідань — бідняки, які насилу заробляють собі на шматок хліба та притісняються багатіями та поліцією, а також люди, що найшли в собі мужність виступити проти існуючого режиму та боротися за свободу та кращу долю для свого народу (оповідання «Вороги», «Вовк та ягня» та інші). З 1946 р. редагував політично-сатиричну газету «Марко-паша».
Твори Сабахаттіна Алі швидку зустріли неприйняття з боку офіційної турецької влади. Письменник зазнавав переслідувань, у 1933 р. його було ув'язнено за критику режиму Ататюрка в одному із своїх віршів, але незабаром його звільнили з тюрми. Під час Другої світової війни його книжки заборонялися та спалювалися на вогнищах. Остання збірка оповідань Сабахаттіна Алі «Скляний палац», що вийшла у 1947 р., за рік до загибелі письменника, була одразу ж заборонена цензурою та конфіскована. В той же час Сабахаттін Алі знайшов схвалення та підтримку у прогресивної інтелигенції, передового студентства, робочих.
У 1944 р. письменник був змушений покинути Анкару, залишити роботу та друзів і переїхати до Стамбулу. У 1948 р., знову вийшови з тюрми, він вирішив залишити Туреччину. Проте людина, якій він довірився в цій справі, видала його поліції, коли він намагався перейти кордон Туреччини з Болгарією, і його було вбито — за однією версією, при перетинанні кордону, по іншій — під час допиту.

## Твори
Ряд книжок Сабахаттіна Алі було перекладено українською: «Диявол всередині нас» (1956; переклад Дмитра Гринька), «Малий Хасан» (1959).

### Збірки оповідань
- Млин / Değirmen (1935)
- Арба / Kağnı (1936)
- Голос / Ses (1937)
- Новий світ / Yeni Dünya (1943)
- Скляний палац / Sırça Köşk (1947)

### Романи
- Юсуф з Куюджака / Kuyucaklı Yusuf (1937)
- Диявол всередині нас / İçimizdeki Şeytan (1940)
- Мадонна в хутровому манто / Kürk Mantolu Madonna (1943)

### Поетичні збірки
- Гори та вітер / Dağlar ve Rüzgâr (1934, друге видання в 1943)